# Klein Martijn (borg)
Klein Martijn, ook wel Petit Martin, was een borg bij Harkstede. De naam lijkt een verwijzing naar de Martinikerk ('Groot Martijn') in de stad Groningen. De borg stond aan de westzijde van het dorp, direct ten noorden van waar nu de A7 loopt.

## Borg
Het is niet bekend wanneer de borg gebouwd werd, de eerste vermelding dateert uit 1633. In dat jaar werd de borg verkocht aan de bewoonster, de weduwe van Sweer Clant. Het huis wordt in 1653 omscheven als een gebouw van twee verdiepingen met schuur en veehuis.
In 1680 kocht de advocaat, diplomaat en avonturier Henric Piccardt de borg uit de nalatenschap van de officier Johann Jakob von Reinking. De domineeszoon Piccardt wist een machtige positie op te bouwen in Duurswold. In 1690 werd hij unicus collator van de kerk van Harkstede, die hij vervolgens liet afbreken en vervangen door een nieuwe kerk met een eigen grafkelder. De borg werd door hem verder uitgebouwd en kreeg daardoor het karakter van een buitenverblijf. Piccardt kocht ook de Fraeylemaborg en De Ruiten, maar bleef wonen op Klein Martijn. 
Het echtpaar was kinderloos. Henric werd opgevolgd door zijn oomzegger Jan Piccardt, in 1720 voorzitter van de Ommelanden. Vanwege opgelopen schulden werd de buitenplaats in 1781 door de volgende generatie verkocht aan een nicht, die in 1807 alsnog afstand moest doen van het bezit.
In 1818 werd Klein Martijn gekocht door de Groningse burgemeesterszoon jhr. mr. Johan Hora Siccama van de Harkstede (1787-1880), heer van de beide Harksteden, Siddeburen, Oostwold en Ten Post. De heerlijkheid Harkstede was afkomstig van zijn vader Willem Hora Siccama uit de nalatenschap van overgrootmoeder Egberta Piccardt; de andere titels kwamen van zijn vrouw. Johan was controleur der directe belastingen, later inspecteur van het kadaster. Hij huwde in 1810 de laatste erfgename van het Huis te Farmsum, Genoveva Maria Rengers.
Johan Hora Siccama stichtte bij de buitenplaats een ’opvoedings-, land- en handenarbeidsgesticht’ voor verwaarloosde jongens. Daarbij hoorde ook een aardappelmeelfabriekje en een dorsmachine. Het project was zakelijk een compleet fiasco. Jonkheer Johan was gedwongen de borg en het bijbehorende land te verkopen aan zijn zoon; Johan kon wel tot zijn dood op de borg blijven wonen. Ook de heerlijke rechten, waaronder het jachtrecht, werden verkocht. De zoon jhr.mr. Duco Gerold Hora Siccama van de Harkstede (1819-1891) wist de zaken niet ten goede te keren. Na diens dood werd het beheer van borg en landerijen nog kortstondig voortgezet door de derde generatie, maar in 1896 werd de borg uiteindelijk toch op afbraak verkocht.